# Pierre Ouzoulias
Pour les articles homonymes, voir Ouzoulias.
 (octobre 2023).
Il peut être nécessaire de l'améliorer pour respecter le principe de neutralité de point de vue. Veuillez consulter la page de discussion pour plus de détails.

Pierre Ouzoulias, né le 28 janvier 1964, est un archéologue, historien et homme politique français. Membre du Parti communiste français (PCF), il est conseiller départemental du canton de Bagneux, dans les Hauts-de-Seine, depuis 2015, ainsi que sénateur des Hauts-de-Seine depuis 2017 et vice-président du Sénat depuis 2023.

## Biographie

### Origines
Pierre Ouzoulias est issu d’une famille paysanne originaire de la haute Corrèze et du plateau de Millevaches.
Son grand-père, Albert Ouzoulias (1915-1995), fut un des dirigeants de la résistance à Paris et colonel des FTPF (colonel André). Militant communiste, il a été conseiller municipal de Paris (1945-1965) et conseiller général de la Seine (1947-1965), puis maire de Palisse (1971-1995), en Corrèze. Sa grand-mère, Cécile Romagon (1912-1986), militante communiste dans l'Aube, a été, à partir d’avril 1942, agent de liaison des FTPF.
Le père de Pierre, Maurice Ouzoulias, a été adjoint au maire communiste de Champigny-sur-Marne, conseiller général du canton de Champigny-sur-Marne-Centre (1985-2015), vice-président du conseil général du Val-de-Marne et président (2001-2015) du SIAAP.

### Activités professionnelles
Pierre Ouzoulias est archéologue et historien, spécialiste de l'histoire économique et sociale des Gaules romaines, des sociétés rurales gallo-romaines et des systèmes agricoles de l'Antiquité.
Il commence sa carrière professionnelle comme conservateur du patrimoine au ministère de la Culture entre 1989 et 2007. Il est affecté dans les DRAC de Champagne-Ardenne et d'Île-de-France, ainsi qu'à la direction du patrimoine, en administration centrale. Il est ensuite chargé de mission pour la recherche et la coopération scientifique à l'Institut national de recherches archéologiques préventives (2007-2008).
Il obtient son doctorat en archéologie à l'université de Franche-Comté en 2006 sous la direction de François Favory. Sa thèse de doctorat porte sur « L'économie agraire de la Gaule ».
En 2009, il est recruté par le CNRS en tant que chargé de recherche et affecté à l’UMR ArScAn de la Maison Archéologie & Ethnologie René-Ginouvès de Nanterre, dans l'équipe Archéologies environnementales.
Il a enseigné à l'université Paris-Nanterre et à l’École pratique des hautes études, dans le cadre du séminaire de Michel Reddé sur l'histoire et l'archéologie de la Gaule romaine.

### Parcours et positions politiques
Pierre Ouzoulias sympathise très tôt avec les idées communistes mais n'adhère au Parti communiste français (PCF) que dans les années 2000, n’ayant « pas toujours été d'accord avec la ligne officielle ». Il est toutefois proche de la section communiste de Bourg-la-Reine à partir des années 1990 et se présente à plusieurs élections municipales. Il figure sur la liste conduite par Jean-Pierre Lettron à l’occasion de l’élection municipale de Bourg-la-Reine de 2008. Il devient peu après le secrétaire de la section du PCF de cette ville.
Il est le candidat du Front de gauche aux élections cantonales de 2011 dans les Hauts-de-Seine pour le canton de Bourg-la-Reine. Il obtient 507 voix et 5,03 % des suffrages.
En juin 2012, il est le suppléant de Pascale Le Néouannic (PG) pour l'élection législative dans la 13e circonscription des Hauts-de-Seine (Antony, Sceaux, Châtenay-Malabry, Bourg-la-Reine). Ils recueillent 3 210 voix (5,91%) face à Patrick Devedjian. Le 9 décembre 2012, après l’invalidation de l’élection de Patrick Devedjian, il est de nouveau le suppléant de Pascale Le Néouannic et ils obtiennent 6,93 % des voix.
En mars 2014, il prend la tête d'une liste Front de gauche à l'élection municipale de Bourg-la-Reine. Elle obtient 445 voix et 5,57 % des suffrages, mais l’autre liste de gauche, dirigée par Denis Peschanski (PS), refuse la fusion et lui interdit ainsi l’entrée au conseil municipal.
À la suite du redécoupage cantonal de 2014, les communes de Bagneux et Bourg-la-Reine forment un nouveau canton. Pour les élections départementales de 2015 dans les Hauts-de-Seine, Pierre Ouzoulias forme un binôme avec Marie-Hélène Amiable, maire de Bagneux. Au premier tour, le duo arrive en tête avec 33,39 % et 5 117 voix. Il est élu au second tour, avec 8 006 voix et 54,34 % des suffrages, face aux candidats de l'UMP. Au sein du conseil départemental des Hauts-de-Seine, il est membre du groupe Front de gauche et citoyens. À l'issue des élections départementales de 2021, il est réélu, ainsi qu'Hélène Cillières, avec 6 547 voix et 55,83 % des suffrages exprimés. Au sein du Conseil départemental des Hauts-de-Seine, il préside le groupe de la Gauche citoyenne, communiste et républicaine.
Il est signataire d'une tribune collective parue dans L'Humanité du 14 septembre 2016 appelant à soutenir la candidature de Jean-Luc Mélenchon à l'élection présidentielle, et pour des candidatures uniques de rassemblement aux législatives.
Pierre Ouzoulias est athée mais se reconnait proche de l’Église catholique et des valeurs portées par le christianisme. Selon lui, « christianisme et marxisme ont un point commun majeur : l’histoire a un sens et chacune de nos vies peut en avoir un aussi, si elle est prise dans un grand projet collectif – l’édification de la Jérusalem céleste, ou de la société sans classes ». Il s'est notamment engagé dans la défense des Chrétiens d'Orient. Il est cependant en désaccord avec les positions de l’Église sur certains sujets, par exemple sur la question de l'euthanasie, estimant que les personnes atteintes de maladies douloureuses et incurables doivent avoir droit à une « mort honorable ».

## Sénateur des Hauts-de-Seine

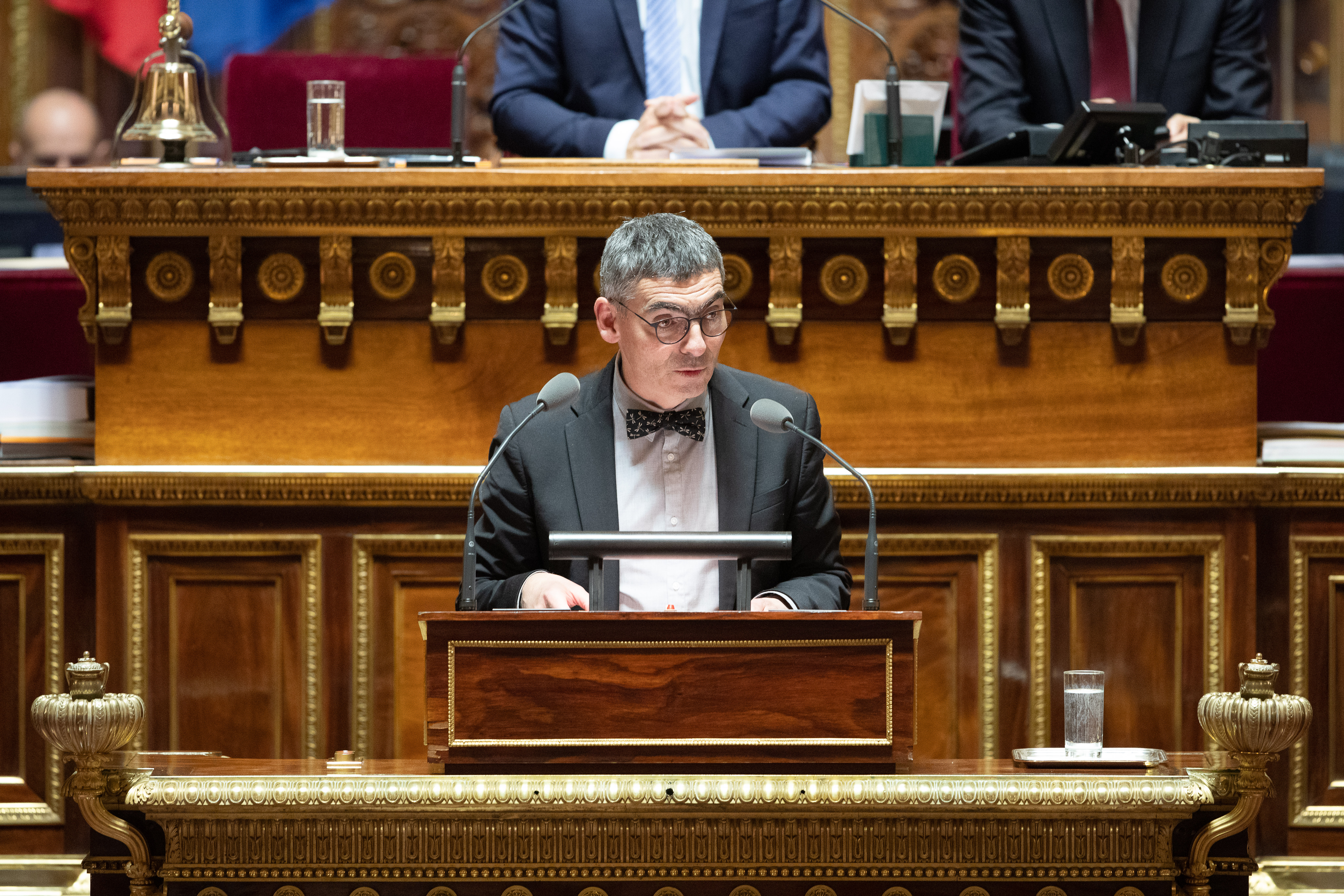
Pierre Ouzoulias à la tribune de l'orateur dans l'hémicycle du Sénat en novembre 2018.

Il est le candidat en tête d'une liste de large rassemblement des forces de gauche pour les élections sénatoriales de 2017 dans les Hauts-de-Seine. Cette liste obtient 217 voix de grands électeurs, soit 9,54 % des suffrages et devient le nouveau sénateur communiste des Hauts-de-Seine.
Pour les élections de 2023, il conduit une liste d’union de la gauche qui obtient 439 voix, soit 18,87 % des suffrages, et un siège. Il manque deux voix pour permettre l’élection de la deuxième de la liste.
Il oeuvre pour la mémoire des résistants Missak Manouchian et de sa femme Mélinée, compagnons d'armes de son grand-père Albert Ouzoulias, et contribue par son combat à leur entrée au Panthéon le 21 février 2024.

### Fonctions au Sénat

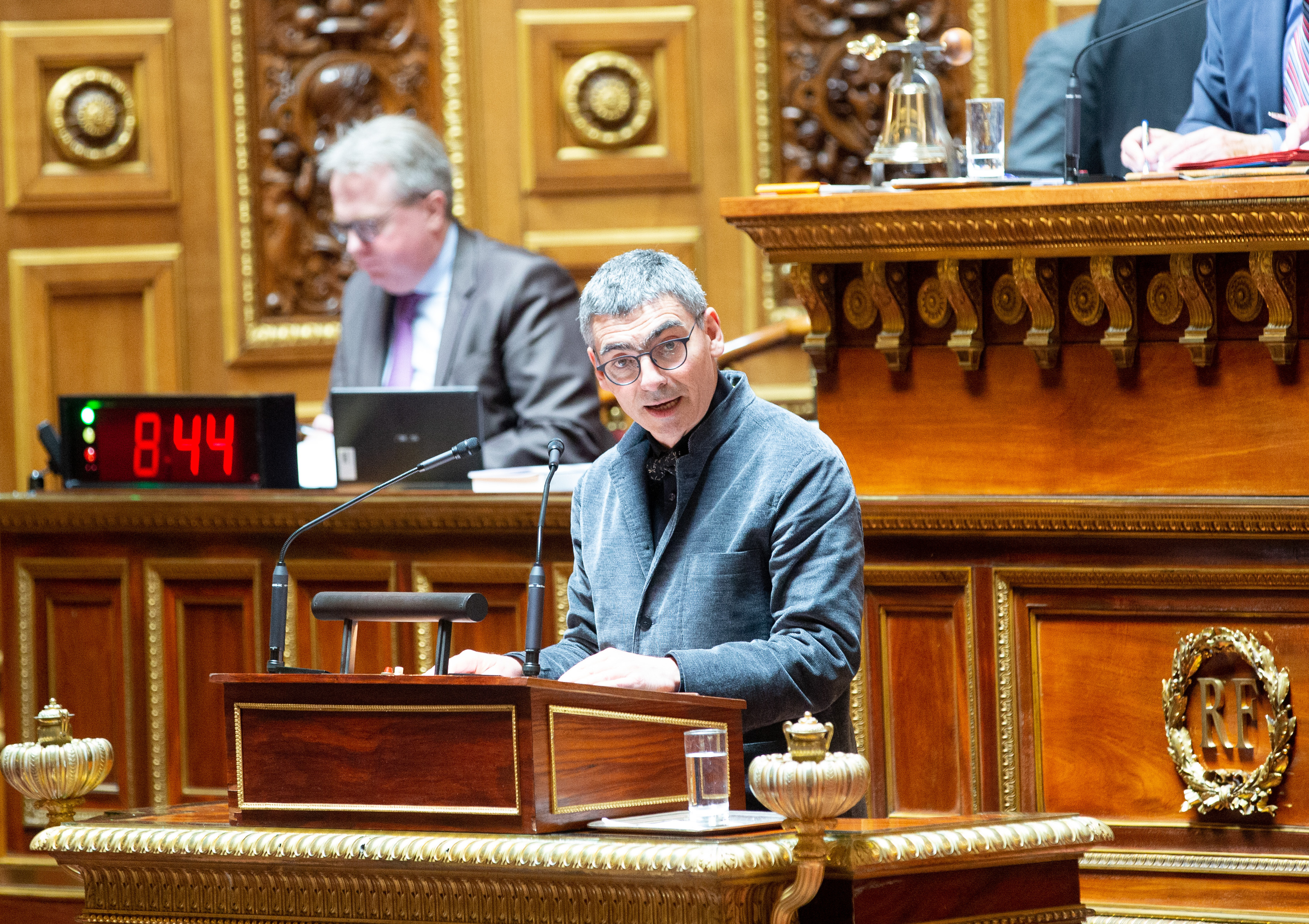
Pierre Ouzoulias lors de l'examen du projet de loi « Pour une école de la confiance », en mai 2019.

- Vice-président du Sénat (depuis 2023)[22]
- Vice-président de la commission de la Culture, de l'Éducation et de la Communication (2017-2023)[23]
- Membre de la commission de la culture, de l’éducation et de la communication (depuis 2017)[24]
- Membre de l’Office parlementaire d'évaluation des choix scientifiques et technologiques (depuis 2017)[25]

### Productions parlementaires

#### Commission de la culture, de l’éducation et de la communication
- Présidence de la mission d’information sur la précarité estudiantine, dont le rapporteur est Laurent Lafon : « Accompagnement des étudiants : une priorité et un enjeu d'avenir pour l'État et les collectivités »[26] dont le rapport est déposé le 6 juillet 2021[27].
- Rapporteur, avec la sénatrice Anne Ventalon, d’un rapport d’information sur le patrimoine religieux : « Patrimoine religieux en péril : la messe n’est pas dite »[28], publié le 6 juillet 2022[29].
- Auteur, aux côtés notamment du sénateur Max Brisson, d'une proposition de loi initiée par Catherine Morin-Desailly, relative à la restitution des restes humains appartenant aux collections publiques ; loi promulguée le 26 décembre 2023[30].

#### Office parlementaire d’évaluation des choix scientifiques et technologiques
En mars 2021, il est l’auteur, avec le député Pierre Henriet, d’un rapport sur l’intégrité scientifique. Plusieurs des préconisations ont été intégrées ensuite dans le code de la recherche, notamment l’article L. 211-2.

## Publications

### Ouvrages
- Pierre Ouzoulias, Christophe Pellecuer, Claude Raynaud, Paul Van Ossel et Pierre Garmy (dir.), Les Campagnes de la Gaule à la fin de l’Antiquité, Antibes, Association pour la promotion et la diffusion des connaissances archéologiques, 2001, 640 p. (ISBN 2-904110-31-3)
- Pierre Ouzoulias et Laurence Tranoy (dir.), Comment les Gaules devinrent romaines, Paris, La Découverte, 2010, 318 p. (ISBN 978-2-7071-5907-6)
- Pierre Ouzoulias : Eudes Rigaud et le « vieux chemin » Paris-Rouen

### Articles
- Fanette Laubenheimer, Pierre Ouzoulias et Paul Van Ossel, « La bière en Gaule. Sa fabrication, les mots pour le dire, les vestiges archéologiques : première approche », Cultivateurs, éleveurs, artisans dans les campagnes de Gaule Romaine, actes du VIe colloque de l’association AGER tenu à Compiègne (Oise) du 5 au 7 juin 2002, Revue archéologique de Picardie, trimestriel No 1/2 (2003), p. 47-61.
- « Nos natura non sustinet. À propos de l’intensification agricole dans quatre terroirs du nord des Gaules », Gallia, no 71.2,‎ 2014, p. 307-328 (ISSN 0016-4119, lire en ligne, consulté le 3 mars 2019)
- « Les céréales vêtues dans l’Antiquité : menues observations en hommage à François Sigaut » dans François Lerouxel et Julien Zurbach (eds.), Le changement dans les économies antiques, Bordeaux Pessac, Ausonius éditions (coll. « Scripta antiqua »), 2020, p. 81‑144.